# 勒内·拉埃内克
勒内·泰奥菲勒·亚森特·拉埃内克（法語：René-Théophile-Hyacinthe Laennec，法語發音：[ʁəne teɔfil jasɛ̃t laɛnɛk]；1781年2月17日—1826年8月13日），法国醫生，於1816年發明了聽診器，並提倡用它來診斷各種胸部疾病，因此被譽為"胸腔醫學之父"。1822年他任法蘭西學院講師，1823年成為醫學教授，最後擔任的職位是內科主任和法蘭西學院教授。
1826年因肺結核病逝，享年45歲。Google於2016年2月17日更改其首頁的商標，以紀念拉埃内克235歲冥誕。

## 生平
拉埃内克出生于布列塔尼半岛上的港口城市坎佩尔。他的父亲是一名律师，母亲在他六岁时就死于肺结核。当时其父亲是坎佩尔海军的一名中尉，无暇照顾他，便把他送到南特的叔叔家寄养。其叔叔当时在南特大学医学院工作。受其叔叔的影响，拉埃内克开始学习医学。

## 聽診器的發明

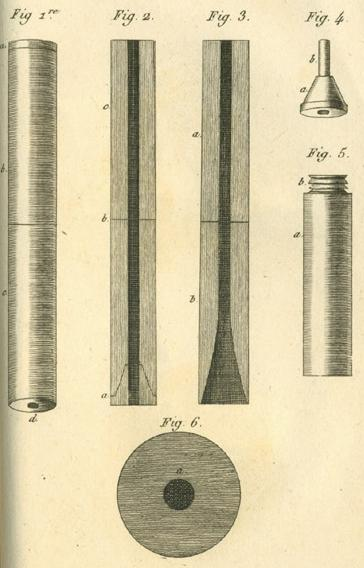
第一幅聽診器設計圖, 1819

在聽診器發明前，醫生需要將耳朵緊貼在病人的前胸，透過聽心臟或肺部發出的聲音診斷病情。如果遇到身體肥胖的病人，就比較難準確地診斷。
拉埃内克於1819年八月發表的論文《De l'Auscultation Médiate》中寫道：
在1816年，有個有心臟病的女人詢問說，「叩診」是否有利於肥胖的人的診斷方式，其實另外一個直接的方式為「直接聽診」，因為這樣就不會受限於病人的年齡跟性別，這碰巧讓我回憶起一個簡單且眾所皆知的聲學論據…某天在路上看見小孩拿著一根木頭玩耍，在木頭一端的小孩用一根普通別針劃著木頭，另一端的小孩則把耳朵貼在木頭上聽別針劃出來的聲音。立刻，得到這個啟發，我將書捲成圓筒狀，然後把書筒一端放在病人的心臟部位，自己的耳朵貼近書筒一端。這真是不小的驚喜，從此診斷時，用這個工具能比起直接用耳朵聽時更清楚的聽見心跳聲。
拉埃内克發明這個新型聽診器優於直接用耳朵聽診， 尤其遇到過胖的患者。透過聽診器也能避免直接把耳朵放在女性胸上的尷尬。
經過幾次設計和實驗，最後找了長30公分的杉木，將中間挖空做成管狀，管子的直徑約3公分，管心0.5公分。為了便於攜帶，拉埃内克把這根管子分成兩截，並把這個聽診器的雛形稱為「探胸器」。因為這個造型奇特的聽診器看起來像木笛，所以當時的人們也稱它為「醫者之笛」。
發明聽診器後，三年當中，拉埃内克全力研究聽診器的診斷技術在病理學上的應用，他能區分肺炎、支氣管擴張不全、氣胸、肺氣腫、肺膿瘍的病人。因此在醫學史上被稱為“胸腔醫學之父”。

## 其他醫學貢獻
拉埃内克推進了腹膜炎和肝硬化的研究。他在研究酒癮患者的受損而結痂的肝臟時，發現了肝上有暗棕色的特殊光澤，便使用希臘文的暗褐色來形容，後來此病也因而被命名為“拉埃内克氏肝硬化”。他首創了黑素瘤的名稱，描寫到黑素瘤轉移到肺部的情況。
1804年，當他還是個醫學專業的學生時，他就是做關於黑素瘤報告的第一人，之後1805年發表了這個報告。實際上拉埃内克在命名時用到了希臘文表示“黑色”的單詞。拉埃内克還研究了肺結核。
巧的是，據說他的侄子就是用拉埃内克發明的聽診器在拉埃内克身上診斷出肺結核的疾病。
理查德森（Benjamin Ward Richardson）教授在《愛斯庫拉皮厄斯的門徒》一書中說道
“真正的醫學生需要在行醫時每兩年讀一遍拉埃内克關於間接聽診和聽診器使用的著述。”
因此有很多疾病用他的名字命名。
如Laennec's cirrhosis、Laennec's thrombus、Laennec's pearls、Laennec-Hamman symptom等。

## 延伸閱讀
- Bon, H. (1925) Laennec (1781–1826). Dijon: Lumière
- Laennec, R. T. H. (1819) De l’Auscultation Médiate ou Traité du Diagnostic des Maladies des Poumons et du Coeur. Paris: Brosson & Chaudé (The complete title of this book, often referred to as the 'Treatise' is De l’Auscultation Médiate ou Traité du Diagnostic des Maladies des Poumons et du Coeur (On Mediate Auscultation or Treatise on the Diagnosis of the Diseases of the Lungs and Heart)
- Laennec's text "De l’Auscultation Médiate..." (1819) online and analyzed on BibNum （页面存档备份，存于） [click 'à télécharger' for English version].
- Rouxeaux, U. (1912) Laennec Paris: Baillière 1912, 1920